# Chycza
Chycza – wieś sołecka w Polsce, położona w województwie świętokrzyskim, w powiecie włoszczowskim, w gminie Radków.
W latach 1975–1998 miejscowość administracyjnie należała do województwa częstochowskiego.
Przez wieś przechodzi  niebieska ścieżka rowerowa do Radkowa.

## Części wsi
| SIMC    | Nazwa   | Rodzaj     |
| ------- | ------- | ---------- |
| 0144058 | Górajek | przysiółek |
| 1016434 | Syberia | przysiółek |

## Historyczne kalendarium własności
Na podstawie Monografia historyczna i gospodarcza powiatu jędrzejowskiego .
- wiek XII – według Długosza wieś stanowi uposażenie klasztoru cystersów w Jędrzejowie
- 1470 – za czasów Długosza jak podaje dziejopis właścicielem był Andrzej Chycz herbu Gryf, od nazwy wsi pochodzi nazwisko Chyccy
- 1554 – wieś była własnością Rejów herbu Oksza, Mikołaj dostał wieś po ojcu, a następnie zamienił ją z Rzeszowskim z Rzeszówka na obszar na którym założył Okszę.
- w początkach XVII wieku – z rąk Rzeszowskich  przechodzi do Branickich herbu Gryf. Zaś z  końcem wieku do Stanisława syna Grzegorza Branickiego rotmistrza królewskiego i starosty chęcińskiego  w roku 1602  potem w 1611 lelowskiego.
- 1670 – od Branickich kupuje Chyczę  Franciszek Konarski.
- 1676 – Hieronim Dąmbski miecznik inowrocławski, kasztelanie brzeski nabywa wieś  i tam się osiedla.
- 1743 – spadkobiercy Konarskich sprzedają Chyczę Aleksandrowi Psarskieinu, h. Jastrzębiec.
- 1772 – Stefan Dunin-Wąsowicz kupił Chyczę, a w roku 1788 obejmuje wieś jego syn Józef.
- 1792 - W dobie Sejmu Wielkiego Chycza należała do powiatu lelowskiego[8][9].
- 1833 – wieś i dobra otrzymali spadkobiercy po linii męskiej Dunin-Wąsowicza.
- 1874 – rzeczeni wyżej, sprzedali wieś Ignacemu i Emilii z Szerszeńskieh Sucheckim. (Transakcja odnotowana w SgKP[10])
- 1878 – Chyczę posiada Leon książę Sapieha
- schyłek wieku XIX – Pelagia córka Leona księcia Sapiehy, wnosi  Chyczę w posagu swemu mężowi księciu Ferdynandowi Radziwiłłowi, ordynatowi ołyckiemu i antonińskiemu.
- 1928 – Pelagia, która zmarła w 1928 r., zapisuje Chyczę i Oksę swemu wnukowi  księciu Michałowi  Radziwiłłowi synowi księcia Karola, stan ten trwa do wybuchu II wojny światowej.

Słownik geograficzny opisuje w XIX wieku  – Chyczę Wielką i Chyczę Małą, dwie wsie  w ówczesnym powiecie jędrzejowskim, gminie Węgleszyn, parafii Dzierzgów. 
W 1827 r. Chycza Wielka liczyła 20 domów i 170 mieszkańców, Chycza Mała zaś 13 domów i 84 mieszkańców. 
Dobra Chycza Wielka składają się z folwarku i wsi tejże nazwy, od Kielc wiorst 54, od Jędrzejowa wiorst 19, od Nidy wiorst 31. 

Nabyte w r. 1874 za  68,500 rubli srebrnych. Rozległość wynosi  2067 mórg w tym: grunta orne i ogrody mórg 681, łąk mórg 175, pastwisk mórg 23, lasu mórg 1,149, nieużytki i place stanowiły mórg 39. Płodozmian 9. polowy, budowli murowanych 9, pokłady marglu i kamienia w okolicy. Sama zaś wieś Chycza Wielka osad 29, gruntu mórg 502.